# Вежховиська (Куявсько-Поморське воєводство)
Вежховиська (пол. Wierzchowiska, нім. Hügelfelde) — село в Польщі, у гміні Роґово Рипінського повіту Куявсько-Поморського воєводства.
Населення — 66 осіб (2011).
У 1975-1998 роках село належало до Влоцлавського воєводства.

## Демографія
Демографічна структура станом на 31 березня 2011 року:
|          | Загалом | Допрацездатний вік | Працездатний вік | Постпрацездатний вік |
| -------- | ------- | ------------------ | ---------------- | -------------------- |
| Чоловіки | 35      | 6                  | 26               | 3                    |
| Жінки    | 31      | 6                  | 20               | 5                    |
| Разом    | 66      | 12                 | 46               | 8                    |